# Ulrich Ochsenbein
Pour les articles homonymes, voir Ochsenbein.
Ulrich Ochsenbein est un homme politique et général suisse, né le 24 novembre 1811 à Schwarzenegg, et mort le 3 novembre 1890 à Port. Membre du Parti radical-démocratique, il fait partie du premier conseil fédéral, de 1848 à 1854.

## Études et carrière
En 1818, son père, paysan et aubergiste, émigre dans le canton de Vaud, où Ochsenbein vivra jusqu'à l'âge de 14 ans. Il habite ensuite à Nidau, dont il est bourgeois depuis 1825, puis suit le gymnase à Bienne. Après des études de droit à l'université de Berne, il ouvre une étude d'avocat avec son beau-frère.
En parallèle, il poursuit une carrière militaire, et devient capitaine d'état-major en 1845. L’intéressé commence sa carrière militaire en 1830 en qualité d’incorporé dans le corps académique de la République de Berne. Nommé sergent en 1831, il devient colonel en 1846 et commandant en chef des troupes bernoises, puis colonel fédéral d’état-major en 1848 (général de brigade) au sein de l'Armée suisse et enfin chef du département militaire fédéral jusqu’en 1854. Le 31 mars 1845, il tente d'envahir le canton de Lucerne (catholique) au nom de la République bernoise avec plus de 3500 hommes, mais échoue face à la résistance des troupes cantonales.
Il est soutenu par le Canton de Berne à la Diète fédérale pour devenir commandant en chef des armées fédérales lors de la Guerre du Sonderbund. Et, si finalement Guillaume Henri Dufour s'acquittera de cette charge historique, Ulrich Ochsenbein aura contribué au succès de ce qui est considéré comme le combat fondateur de la Suisse moderne, en dirigeant les troupes bernoises lors des combats.
Entre 1845 et 1846, il est député au Grand Conseil bernois, avant d'être élu, en 1846, conseiller d’État du canton de Berne.

Dernière séance de la Diète fédérale présidée par Ulrich Ochsenbein le 29 octobre 1847

Il est l'un des initiateurs de la Constitution fédérale de 1848 qu'il aurait voulu plus centralisatrice. Malgré tout, lors du vote dans le canton de Berne, il la défendît contre le "non" de Jakob Stämpfli.
Conjointement à sa carrière politique et militaire, Ulrich Ochsenbein contribua à développer par les lettres le Seeland, où il est propriétaire terrien, il écrivit notamment au sujet de la correction des eaux du Jura et du sort des pauvres. En 1882, il fut cofondateur du parti populaire conservateur bernois d'Ulrich Dürrenmatt. Malgré plusieurs tentatives, il ne réussit pas son retour en politique.

## Conseiller fédéral
Le 16 novembre 1848, il est élu au premier Conseil fédéral, où il occupe le Département militaire. En 1854, il est le premier conseiller fédéral non réélu, au profit de son ancien camarade devenu adversaire politique Jakob Stämpfli.

## Général dans l'armée française
Par deux fois et pour de courte durée, il offrit ses services à la France en tant que général de brigade en 1855 pendant la guerre de Crimée et général de division en 1871 pendant la guerre franco-allemande.
Général de brigade à titre étranger dans l'armée française de Napoléon III, dans la Légion étrangère, il fut commandant de la place de Lyon pendant la guerre franco-prussienne de 1870-1871. Il est nommé au commandement de la 2e Légion étrangère par décret impérial en date du 17 janvier 1855, après avoir dissuadé l’Empereur de l’appeler « Légion suisse », voulant éviter ainsi de se mettre en opposition directe avec les lois suisses qui interdisent soit les capitulations soit même le recrutement dans certains cantons. Il approuve le projet d’appeler « 2e brigade étrangère » ce nouveau corps, la première étant en Crimée. En tant que commandant de cette brigade, il réside à Besançon depuis mars 1855 où est installé un bureau de recrutement.  La guerre étant pratiquement terminée en Crimée, l’armée française dégraisse ses effectifs et la 2e brigade est condamnée à disparaître. Le décret du 16 avril 1856 réorganisant les deux Légions met fin à une existence éphémère. Le général Ochsenbein quitte alors la France lors d’une permission obtenue le 4 avril 1856 et il est mis en disponibilité et perçoit sa solde jusqu’en 1863, puis il est appointé sur la cassette de l’Empereur. Il est naturalisé le 31 octobre 1860. Il est rappelé le 22 janvier 1871 en qualité de général de division au titre auxiliaire, commandant à Bourg-en-Bresse puis à Lyon. À la suite de l’armistice du 28 janvier 1871, il est licencié le 15 mars et fait chevalier de la Légion d’honneur le 5 mai.